# Lac Blanc, Lac-Blanc
Lac Blanc är en sjö i Kanada.   Den ligger i regionen Capitale-Nationale och provinsen Québec, i den sydöstra delen av landet, 300 km nordost om huvudstaden Ottawa. Lac Blanc ligger 485 meter över havet. Arean är 1,7 kvadratkilometer. Den sträcker sig 3,9 kilometer i nord-sydlig riktning, och 1,0 kilometer i öst-västlig riktning.
I omgivningarna runt Lac Blanc växer i huvudsak blandskog. Trakten runt Lac Blanc är nära nog obefolkad, med mindre än två invånare per kvadratkilometer.